# شزندرة زغباء
شزندرة زغباء (الاسم العلمي: Schisandra pubescens) هي نوع نباتي يتبع جنس الشزندرة من فصيلة الشزندرية.